# Liste der Monuments historiques in Moutrot
Die Liste der Monuments historiques in Moutrot führt die Monuments historiques in der französischen Gemeinde Moutrot auf.

## Liste der Objekte
| Bezeichnung                 | Beschreibung                                                  | Standort                       | Kennzeichnung | Schutzstatus | Datum | Bild |
| --------------------------- | ------------------------------------------------------------- | ------------------------------ | ------------- | ------------ | ----- | ---- |
| Hauptaltar                  | Marmor, Mitte des 18. Jahrhunderts                            | in der Kirche St-Elophe (Lage) | PM54001720    | Inscrit      | 1980  |      |
| Skulptur Madonna mit Kind   | Holz, farbig gefasst und vergoldet, Ende des 18. Jahrhunderts | in der Kirche St-Elophe (Lage) | PM54001719    | Inscrit      | 1979  |      |
| Zwei Sakristeischränke      | Holz, 18. Jahrhundert                                         | in der Kirche St-Elophe (Lage) | PM54001721    | Inscrit      | 1995  |      |
| Sechs Altarleuchter         | Kupfer, erste Hälfte des 18. Jahrhunderts                     | in der Kirche St-Elophe (Lage) | PM54000502    | Classé       | 1979  |      |
| Kelchvelum                  | Damast, Metallfaden, Mitte des 18. Jahrhunderts               | in der Kirche St-Elophe (Lage) | PM54000504    | Classé       | 1979  |      |
| Skulptur Heiliger Sebastian | Holz, farbig gefasst, erste Hälfte des 18. Jahrhunderts       | in der Kirche St-Elophe (Lage) | PM54001718    | Inscrit      | 1979  |      |
| Skulptur Heiliger Eliphius  | Holz, farbig gefasst, erste Hälfte des 18. Jahrhunderts       | in der Kirche St-Elophe (Lage) | PM54000503    | Classé       | 1979  |      |